# Christopher Bazerque
Christopher Bazerque (ur. 31 marca 1987 w Beau Bassin) – maurytyjski piłkarz grający na pozycji prawego obrońcy. Od 2022 jest piłkarzem klubu AS Marsouins.

## Kariera klubowa
Swoją karierę piłkarską Bazerque rozpoczął w klubie Petite Rivière Noire SC. W sezonie 2007/2008 zadebiutował w jego barwach w pierwszej lidze maurytyjskiej. Grał w nim do 2016 roku. Dwukrotnie zdobył z nim Puchar Mauritiusa w latach 2014 i 2015. Wiosną 2016 grał w Cercle de Joachim SC, a latem 2016 przeszedł do AS Port-Louis 2000. W sezonie 2020/2021 został z nim wicemistrzem kraju.

## Kariera reprezentacyjna
W reprezentacji Mauritiusa Bazerque zadebiutował 9 marca 2008 roku w przegranym 1:2 towarzyskim meczu z Madagaskarem. Od 2008 do 2015 wystąpił w kadrze narodowej 34 razy.